# Pete Best

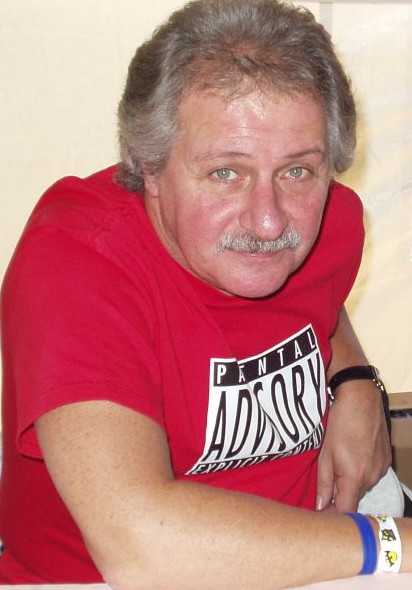
Pete Best, 2005

Randolph Peter „Pete“ Best (* 24. November 1941 in Madras, Indien) ist ein britischer Musiker. Er war von 1960 bis 1962 der erste Schlagzeuger der Band The Beatles. Kurz vor deren Durchbruch im Jahr 1962 wurde er durch Richard Starkey, später bekannt als Ringo Starr, ersetzt und konnte nicht an deren Erfolg teilhaben. Best verfolgte weitere musikalische Projekte, die jedoch erfolglos blieben. Zwischenzeitlich arbeitete er als Angestellter in Liverpool, bevor er sich Ende der 1980er Jahre wieder der Musik zuwandte. Durch die Beatles-Veröffentlichung Anthology 1, auf der Best auf zehn frühen Beatles-Tracks am Schlagzeug zu hören ist, profitierte er finanziell von seiner früheren Musikkarriere.

## Kindheit 1941–1960
Randolph Peter Best wurde 1941 im indischen Madras geboren. Seine Mutter Mona Best arbeitete zu dieser Zeit als Rot-Kreuz-Helferin bei der Britischen Armee. John Best, sein Vater, diente zu dieser Zeit ebenfalls in der Armee. 1944 wurde sein Bruder Rory geboren. Nach Ende des Zweiten Weltkriegs kehrte die Familie 1945 nach England zurück und siedelte sich in Liverpool an.
Pete Best besuchte zunächst die Primary School in West Derby und wechselte anschließend zur Collegiate Grammar School in der Shaw Street. Nach dem Besuch dieser Schulen hatte er Ende der 1950er Jahre vor, Fremdsprachenlehrer zu werden. Seine Voraussetzungen hierfür waren gut, denn er sprach zu diesem Zeitpunkt fließend Französisch und Deutsch, „Schulfranzösisch und Schuldeutsch“, wie er später in einem Interview betonte.
Seit 1947 wohnte die Familie Best in der Haymans Green im West Derby District von Liverpool. In den 1950er Jahren gestaltete Mona Best die unteren Teile des Wohnhauses zum Casbah Coffee Club, kurz Casbah genannt, um. Bei diesem Club handelte es sich um einen Treffpunkt für Jugendliche, die hier ihre Musik hören und spielen konnten. Pete Best und sein Bruder unterstützten ihre Mutter bei der Arbeit im Club.

## Schlagzeuger der Beatles 1960–1962

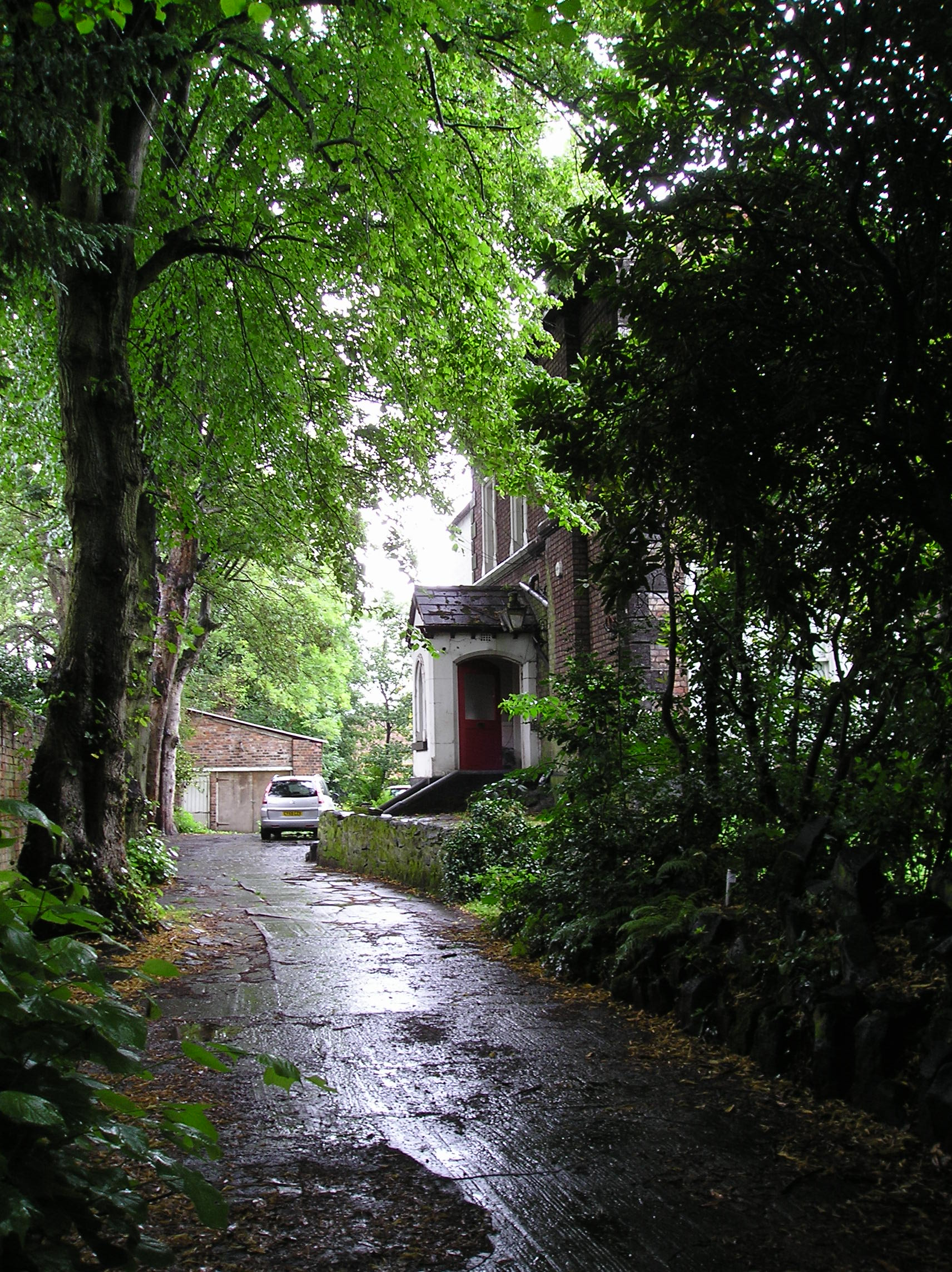
Casbah Coffee Club

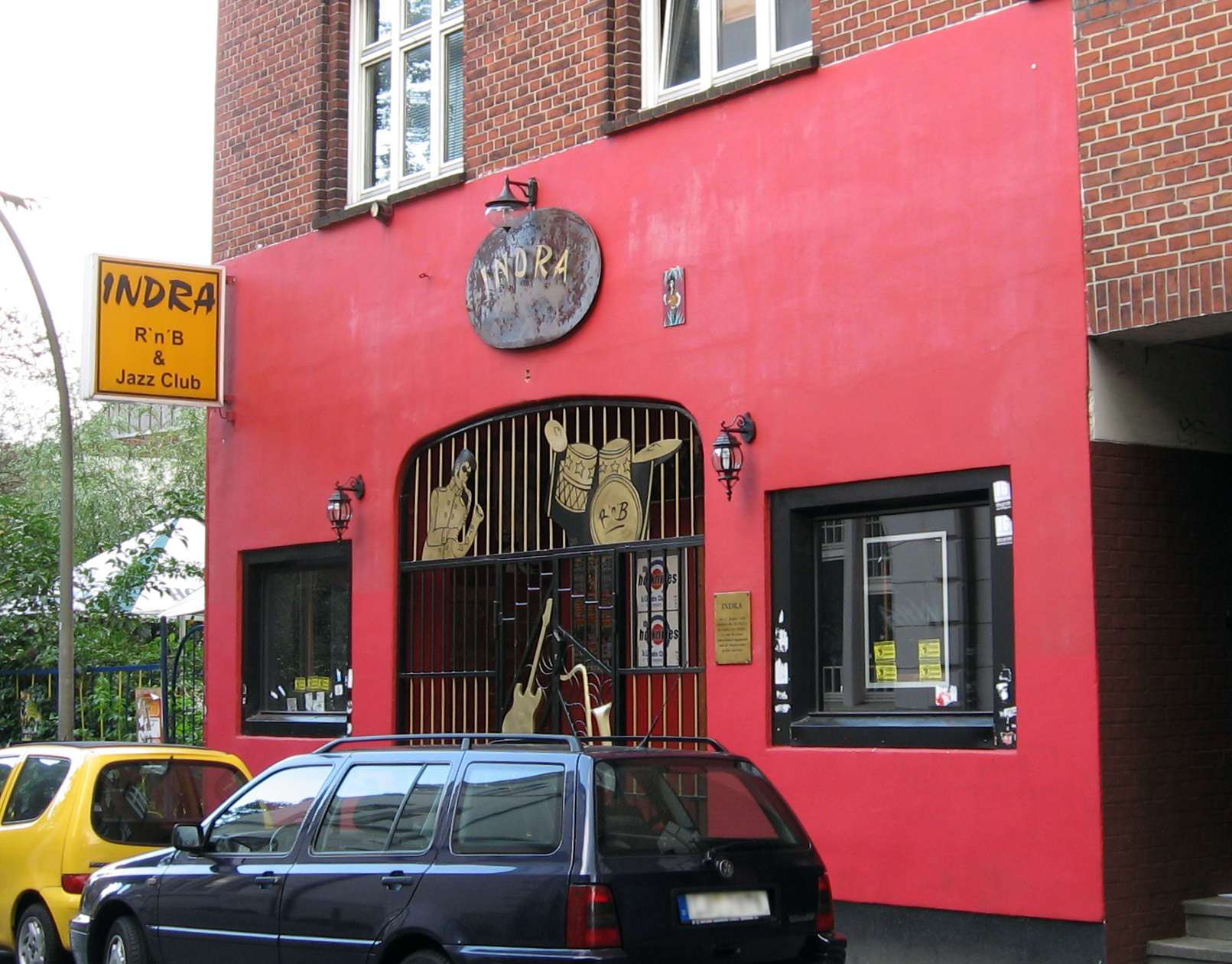
Der Indra-Club: Die Beatles spielten dort vom 17. August bis zum 3. Oktober 1960

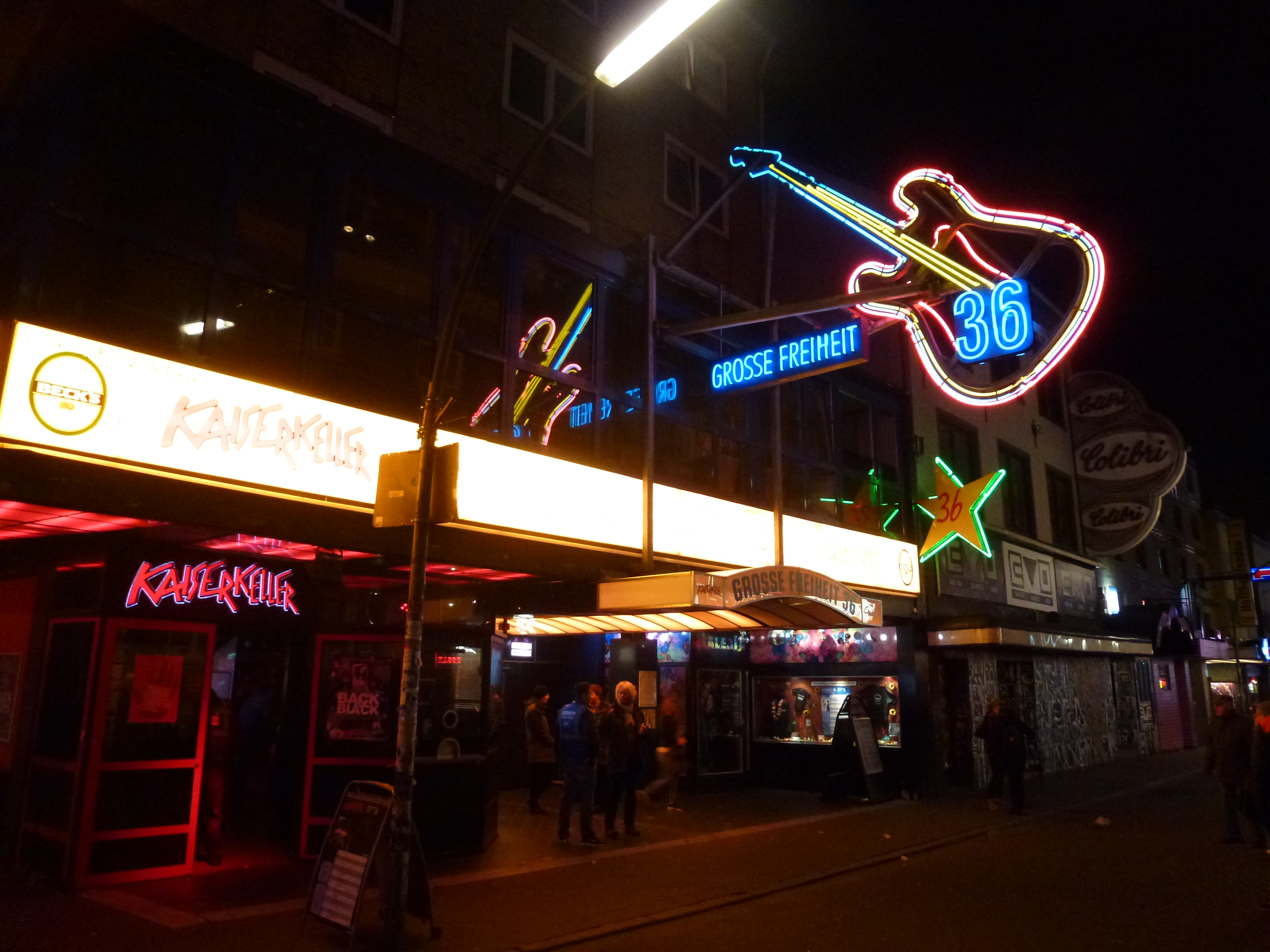
Musikclubs Kaiserkeller und Große Freiheit 36. Die Beatles spielten dort vom 4. Oktober bis zum 30. November 1960

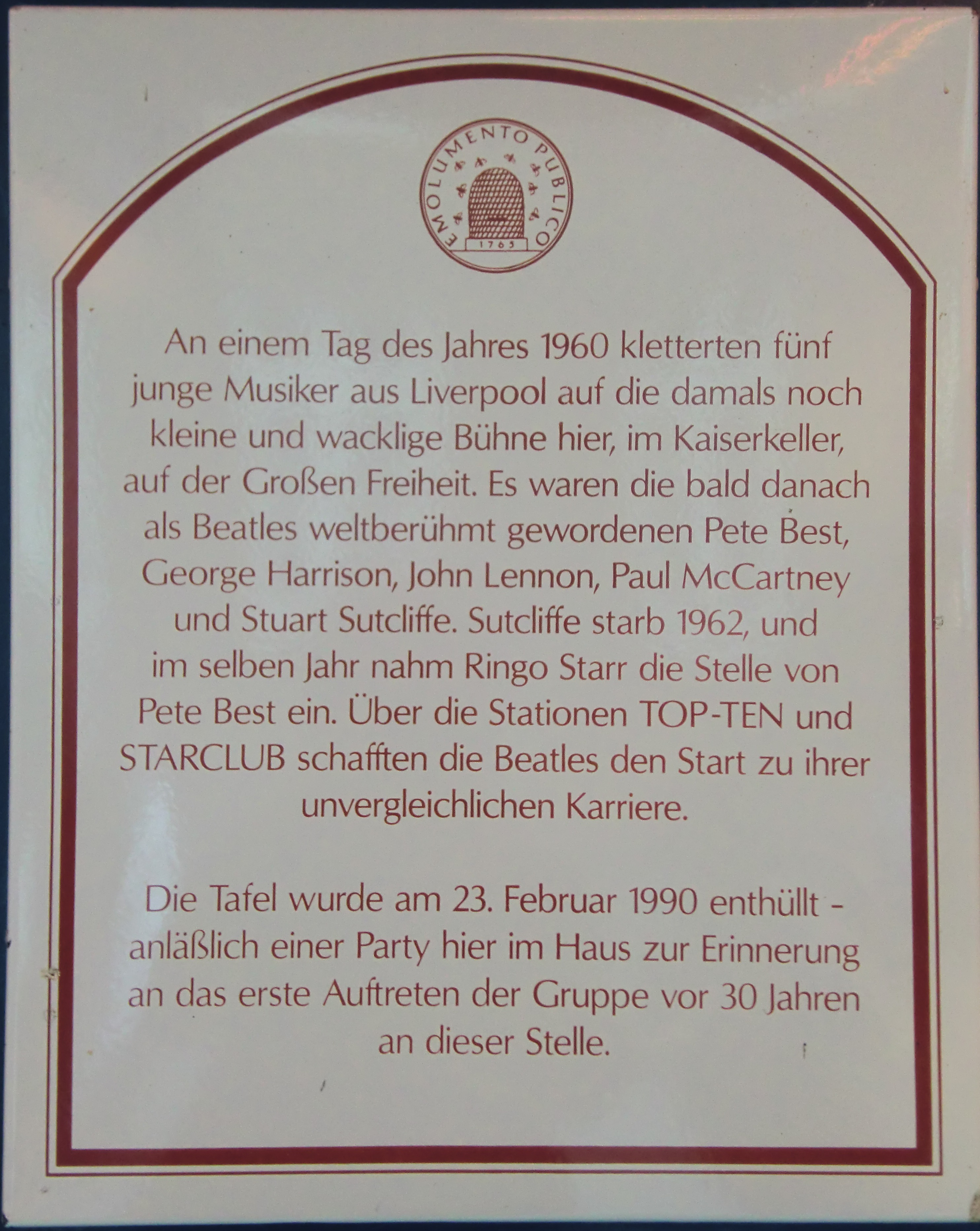
Gedenktafel vor dem Kaiserkeller

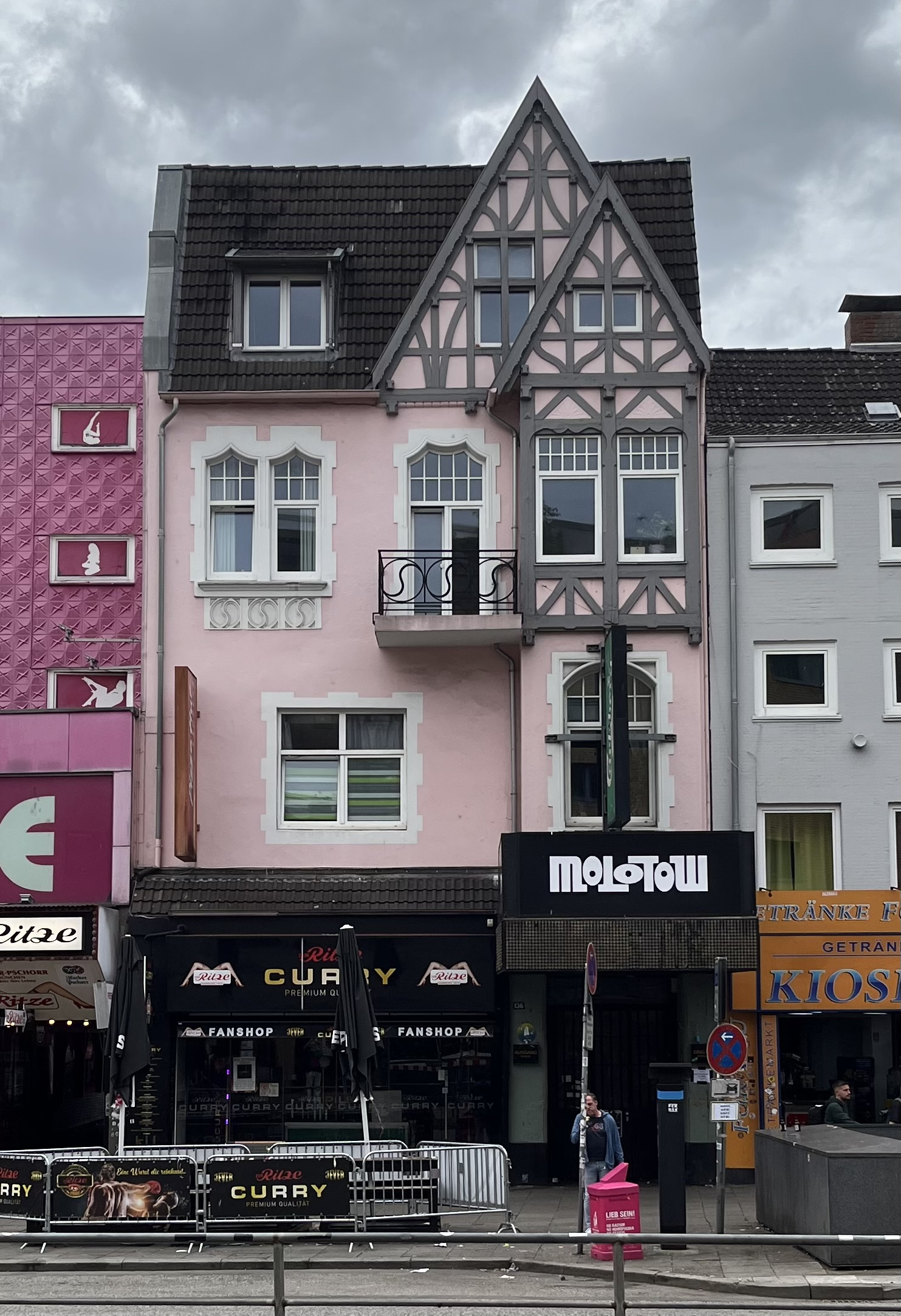
Ehemaliger Top Ten Club, heute Molotow: Die Beatles spielten dort vom 1. April bis zum 1. Juli 1961

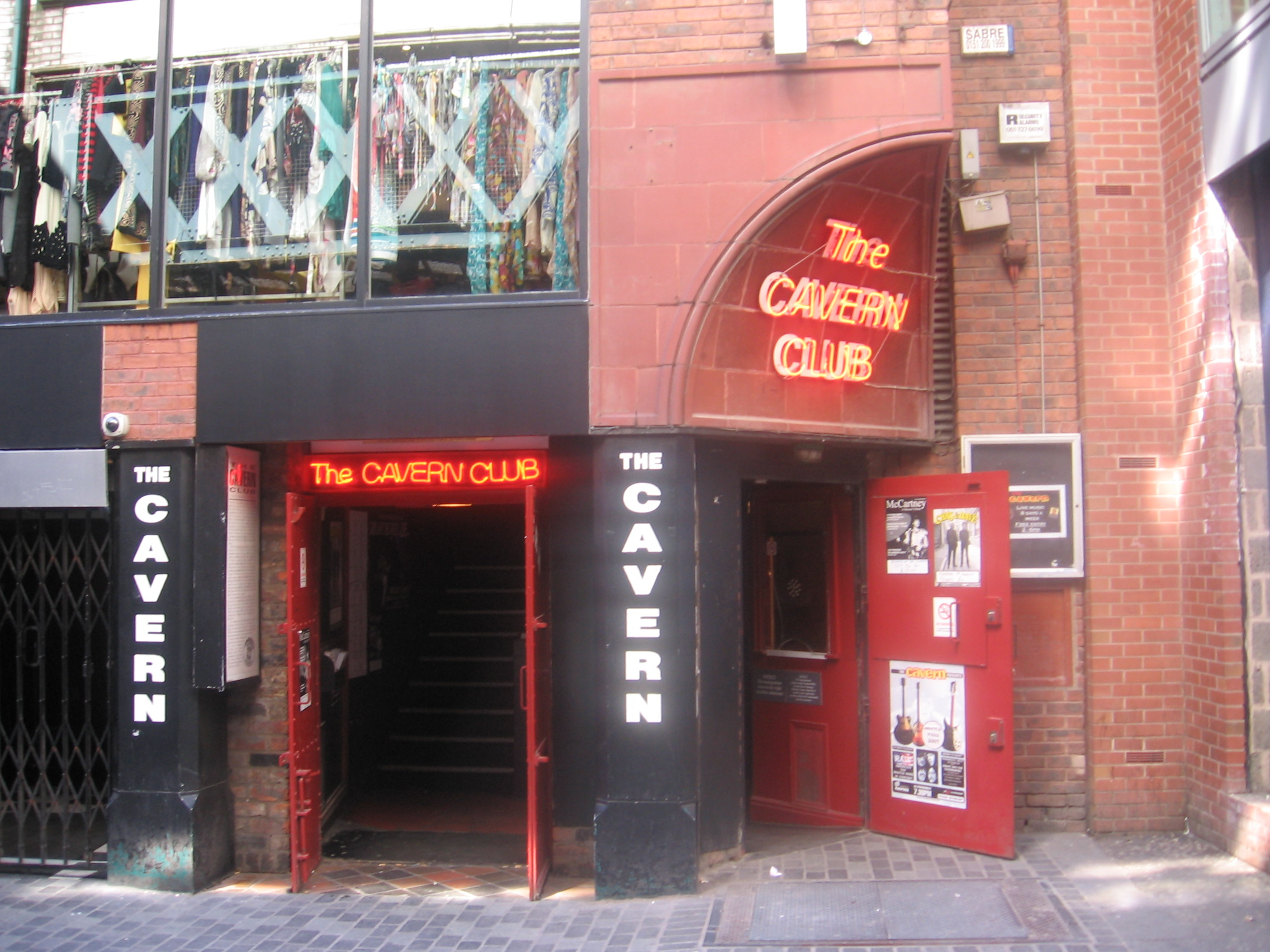
Der heutige Cavern Club in Liverpool

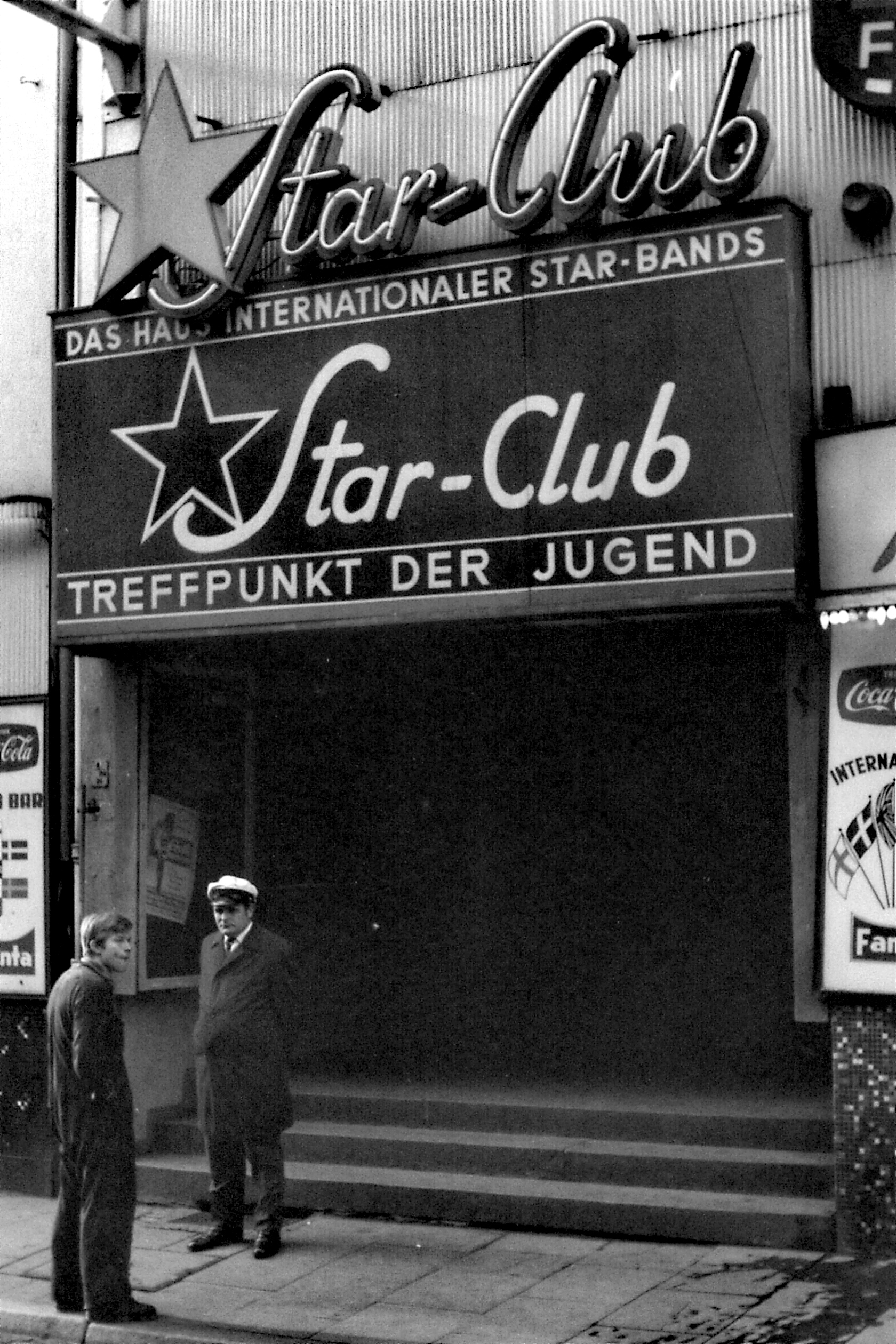
Eingang des Star-Clubs in der Großen Freiheit in Hamburg. Die Beatles spielten dort vom 13. April bis zum 31. Mai 1962 mit Pete Best.

Am 29. August 1959 spielten die Quarrymen, die Vorläuferband der Beatles, zum ersten Mal im Casbah Coffee Club. Hier lernten sie auch Pete Best kennen. Die Gruppe um John Lennon gehörte zu diesem Zeitpunkt zu den zahlreichen Liverpooler Bands, die auf den großen Durchbruch warteten.
Im August 1960, kurz vor Reiseantritt nach Hamburg, wurde Pete Best Schlagzeuger der Lennon-Band, die sich inzwischen von ihrem „Silver“ im Namen der Beatles getrennt hatte und der neben Lennon auch Paul McCartney, George Harrison und Stuart Sutcliffe angehörten.
Paul McCartney sagte dazu: „Pete hatte ein Schlagzeug, sodass er manchmal bei uns mitmachte. Er war ein guter Schlagzeuger, und als die Sache mit Hamburg aktuell wurde, schloss er sich uns an. Er war sehr attraktiv und kam von uns allen am besten bei den Mädchen an.“
Am 17. August 1960 traten die Beatles zum ersten Mal in Hamburg auf. Von nun an spielten sie täglich im Indra, an der berüchtigten Großen Freiheit. Hierbei handelte es sich um ein ehemaliges Stripteaselokal, das kurz zuvor umgewidmet worden war, weshalb das Publikum anfangs irritiert auf die Band reagierte, denn man erwartete sich ausziehende Damen. Die Beatles verschafften sich in den folgenden Wochen Respekt und gewannen an Publikumsresonanz. Nach und nach passten sich die Gruppenmitglieder dem spannungsgeladenen Umfeld aus Gewalt, Alkohol, Drogen und Sex an. Durch die bis zu neun Stunden dauernden Arbeitstage wurden Repertoire, Spontaneität und Selbstbewusstsein vergrößert. Am 4. Oktober 1960 wechselten die Beatles in den Kaiserkeller. Hier lernten sie die Liverpooler Band Rory Storm & the Hurricanes kennen. Mitglied dieser Gruppe war Ringo Starr. Starr löste Pete Best zwei Jahre später als Schlagzeuger der Beatles ab.
Im November und Dezember 1960 verlor die Gruppe wegen der verheimlichten Minderjährigkeit George Harrisons ihre Engagements und wurde aus Deutschland ausgewiesen. Nachdem Harrison 18 Jahre alt geworden war, spielten die Beatles von April bis Juni 1961 jeden Abend im Top Ten Club in Hamburg, ein Engagement, das bereits im November 1960 kurz vor der Ausweisung mit dem Clubchef schriftlich vereinbart worden war. Pete Best saß weiterhin am Schlagzeug und trat als Sänger des Liedes Boys in Erscheinung.
Am 27. Dezember 1960 spielten die Beatles ein Konzert in der Liverpooler Litherland Town Hall, bei dem die Gruppe ihren Status als „beste Band der Stadt“ festigte und erste Anzeichen der aufkommenden Popularität zu spüren bekam.
Am 9. Februar 1961 hatten Lennon, McCartney, Harrison und Best ihr Debüt als Beatles im Cavern Club, einem rauchig-düsteren Kellerlokal in der Mathew Street, das schnell zum Stammlokal der Gruppe wurde. Die Beatles gaben mitunter zwei bis drei Konzerte an einem Tag. Vom 1. April bis zum 1. Juli 1961 hatten die Beatles ein erneutes Engagement in Hamburg, diesmal im Top Ten Club. Stuart Sutcliffe verließ während des Hamburg-Aufenthalts die Beatles.
Im Mai 1961 suchte die Polydor eine Begleitgruppe für Tony Sheridan. Die Aufnahmen von sieben Liedern erfolgten am 22. und 23. Juni 1961 mit einem improvisierten Tonstudio auf der Bühne der Aula des Friedrich-Ebert-Gymnasiums in Hamburg-Harburg. Bert Kaempfert war der Produzent der ersten professionellen Aufnahmen der Gruppe.
Am 23. Oktober 1961 wurde die Single My Bonnie/The Saints bei Polydor (Katalognummer NH 24673), unter der Interpretenbezeichnung (Labeldruck) „Tony Sheridan & The Beat Brothers“ veröffentlicht. Die Single erreichte in Großbritannien Platz 48, in den USA Platz 26 und in Deutschland Platz 32 der Charts. Die britische Version führt auf dem Label als Interpreten „Tony Sheridan & The Beatles“ auf, somit wurden die Beatles hier als Künstler erstmals auf einer Schallplatte erwähnt. Die gesamten Polydor-Aufnahmen wurden erst im April 1964 auf dem Album The Beatles’ First veröffentlicht. Am 1. Juli 1961 wurde zwischen den Beatles und der Bert Kaempfert Produktion ein Vertrag geschlossen, der bis zum 30. Juni 1962 gültig war.
Ende Oktober/Anfang November 1961 wurde Brian Epstein bedingt durch die Single My Bonnie auf die Beatles aufmerksam. Am 9. November besuchte Epstein mit seinem Assistenten Alistair Taylor ein Beatles-Konzert im Cavern Club. Er war beeindruckt von der Ausstrahlung der Bandmitglieder und bot ihnen einige Wochen später an, sie zu managen. Die Übernahme des Managements durch Brian Epstein bedeutete für John Lennon, Paul McCartney, George Harrison und Pete Best, die bisher in Lederkluft und ohne festes Programm aufgetreten waren, weitreichende Stilveränderungen. Epstein bestand auf ordentlichen Anzügen, einem festen Bühnenprogramm und angemessenem Verhalten auf der Bühne.
Brian Epstein ermöglichte den Beatles einen Vorspieltermin bei der Plattenfirma Decca in London, wo die Gruppe am 1. Januar 1962 bei der sogenannten Decca Audition 15 Stücke spielte (darunter: Money, Till There Was You und Bésame mucho). Schließlich entschieden sich die Decca-Geschäftsführer Mike Smith und Dick Rowe aber doch für Brian Poole & The Tremeloes, da nach ihrer Meinung „Gitarrengruppen aus der Mode kommen“ würden.
Am 7. März 1962 spielten die Beatles mit Best in dem Radioprogramm Teenagers’s Turn der BBC. Am 24. Mai 1962 entstanden im Studio Rahlstedt in Hamburg wiederum mit dem Produzenten Bert Kaempfert die Musikspuren zu Sweet Georgia Brown mit den Beatles und Roy Young am Klavier, die am 7. Juni 1962 durch Tony Sheridan besungen wurden. Im Polydor-Archiv wurde eine Aufnahmeplanung gefunden, die dokumentiert, dass die Beatles am 28. und 29. Mai 1962 vorhatten, zwölf Lieder im Studio Rahlstedt, mit Bert Kaempfert als Produzenten, aufzunehmen. Die Produktionskosten von 1500 Mark hätten Brian Epstein und die Beatles bezahlen müssen. Die Aufnahmen wurden nicht realisiert, da Brian Epstein einen Vorspieltermin mit dem Label Parlophone arrangieren konnte. So wurden die Beatles auf Bitten von Epstein am 25. Mai 1962 aus dem Vertrag mit der Bert Kaempfert Produktion vorzeitig entlassen. Am 31. Mai 1962 hatten die Beatles ihren vorerst letzten Auftritt im Star-Club und kehrten nach Großbritannien zurück.
Am 6. Juni 1962 spielte die Gruppe bei der EMI vor. George Martin, der Produzent des EMI-Sublabels Parlophone, war von den Beatles durchaus angetan, ihm missfiel jedoch die Qualität von Bests Schlagzeugspiel. Dies teilte er Brian Epstein mit, der es jedoch nicht innerhalb der Gruppe offen diskutierte, sondern die Information Pete Best vorenthielt. Am 15. Juni hatten die Beatles einen weiteren Auftritt bei der BBC.
Am 15. August 1962 spielten die Beatles zum letzten Mal gemeinsam mit Pete Best. Einen Tag später teilte Brian Epstein ihm mit, dass die anderen ihn nicht mehr in der Gruppe haben wollten. Die Beatles spielten einige Tage mit dem Ersatzschlagzeuger Johnny Hutchinson von der Band The Big Three, ehe Ringo Starr am 18. August zu ihnen stieß.
Die genauen Hintergründe des Rauswurfs von Pete Best sind ungeklärt. Best kennt angeblich bis heute nicht den wahren Grund für seine Entlassung. Die späteren Beatles haben sich nie konkret gegenüber Pete Best dazu geäußert, lediglich in Interviews wurden Bemerkungen betreffend Best gemacht.
John Lennon äußerte sich im Nachhinein abfällig über Pete Best: „Er war harmlos, aber er war eben schwer von Begriff. Wir anderen hatten eine schnelle Auffassungsgabe, aber das hatte nie auf Pete abgefärbt. Er war damals hauptsächlich zu uns gestoßen, weil wir einen Drummer für Hamburg brauchten. Wir waren uns immer einig, dass wir ihn gegen einen besseren Schlagzeuger auswechseln würden, wenn wir einen fänden.“
Paul McCartney ergänzte, etwas milder: „Es war eine Frage der Persönlichkeit. Wir wussten, dass er kein besonders guter Schlagzeuger war, und er war auch ein wenig anders als wir, er war eben nicht sehr helle. Er war ein geradliniger Typ […] ein einfacher, launischer, wunderbarer Kerl.“
George Harrison sagte dazu: „Ich hatte das damals alles angeleiert, ich wollte Ringo unbedingt haben. Ich bequatschte Paul und John, bis sie die Idee schließlich auch gut fanden.“

## Eigene Karriere 1962–1968
Ab August 1962 spielte Best Schlagzeug bei Lee Curtis and the All-Stars. Diese Gruppe war im Frühjahr 1962 um den Sänger Peter Flannery, der den Bühnennamen Lee Curtis benutzte, entstanden. Neben Curtis spielten in der Band Wayne Bickerton (Gitarre), Frank Bowen (Gitarre) und Tony Waddington. Pete Best kam als Ersatz für den ausgeschiedenen Schlagzeuger Bernie Rogers. Die Gruppe erlangte lokale Bekanntheit. Der erste Auftritt der Band fand am 10. September 1962 im Majestic Ballroom in Birkenhead statt. In der Folgezeit spielte man mit den Beatles mehrere gemeinsame Engagements. Ein Kontakt kam aber nicht zustande.
Pete Best vermittelte der Gruppe 1963 ein Engagement im Hamburger Star-Club. Horst Fascher buchte die Band, ohne sie jemals gehört zu haben. Ihrem Manager Joe Flannery, Lee Curtis’ Bruder, gelang es zwischenzeitlich, die Gruppe bei Decca unterzubringen. Es ist strittig, ob die Gruppe auf der ersten Single Little Girl, die Anfang 1963 erschien, mitwirkte. Gleiches gilt für die beiden Aufnahmen Skinnie Minnie und Jezebel, die für die LP At The Cavern Recorded Live im Cavern eingespielt wurden. Erst bei Let’s Stomp, veröffentlicht im März 1963, war Pete Best nebst Band nachweisbar dabei.
Nach der Rückkehr der Gruppe nach England kam es durch Soloambitionen von Lee Curtis zum Bruch der Band. Während Lee Curtis eine neue Formation auf die Beine stellte, beschloss der Rest der Band, von nun an als Pete Best And The All Stars weiterzumachen. Kurz darauf benannte man sich in Pete Best Four um.
Decca gab der Gruppe einen Schallplattenvertrag. Mona Best übernahm das Management für die Gruppe und vermittelte ihr einige Auftritte in Großbritannien. Kurzzeitig kam es auch zu einer Rückkehr von Pete Best in den Star-Club nach Hamburg.
Im August 1963 heiratete Pete Best seine langjährige Freundin Kathy.
Im Juni 1964 erschien die erste und einzige in Großbritannien veröffentlichte Single der Gruppe. Die Single I’m Gonna Knock on Your Door / Why Did I Fall In hatte allerdings keinen Erfolg, sodass Decca den Vertrag mit der Gruppe kündigte.
In den Jahren 1964–1965 tourte die Gruppe unregelmäßig durch Nordamerika und England und gab auch Gastspiele in Deutschlands Star-Clubs (Bielefeld und Hamburg).
Für das kleine Label Happening nahm die Gruppe zwei Singles auf. Der Erfolg blieb allerdings aus. Bereits vorher war die Single I’ll Try Anyway / I Wanna Be There auf einem Eigenlabel Original Beatles Drummer Best 800 erschienen.
Die Gruppe tourte 1965 durch Kanada und nahm für das Independent-Label Mr Maestro eine LP auf. Frank Bowen hatte die Gruppe verlassen und wurde durch Tommy McGurk ersetzt. Die LP wurde unter dem missverständlichen Namen Best of The Beatles im Dezember 1965 veröffentlicht. Auf der LP befinden sich sechs Rock-’n’-Roll-Standards und sechs Eigenkompositionen der Bandmitglieder Wayne Bickerton und Tony Waddin. Die Platte hatte trotz oder wegen des irreführenden Titels und eines alten Fotos, das von Astrid Kirchherr in Hamburg aufgenommen worden war und die Beatles mit Pete Best zeigt, keinerlei Erfolg in den US-amerikanischen Hitparaden. Bei der Produktion der LP wurden mehr Titel aufgenommen, als zunächst veröffentlicht wurden. Diese Stücke erschienen erst 15 Jahre später auf kleinen amerikanischen und europäischen Labeln.
Eine weitere Chance zur Aufnahme einer Platte erhielt die Gruppe 1965. Auf der Single Boys / Kansas City singt jedoch nicht, wie auf dem Schallplattencover angegeben, Pete Best, sondern ein Mitglied seiner Band. Die Platte wurde auf dem Kleinlabel Cameo veröffentlicht. Auf den Bandnamen wurde diesmal verzichtet, um Pete Best allein ins Rampenlicht zu rücken. Unter seinem Namen steht die Bemerkung „Formerly of the Beatles“. All dies half der Gruppe jedoch nicht. Ebenso wie Best of The Beatles hatte auch diese Single keinen Erfolg.
Bickerton und Waddington kehrten ebenso wie Best nach Großbritannien zurück. Beide fanden einen Job im Musikgeschäft und schrieben in den 1970er Jahren einige Hits für The Rubettes. Für Best hingegen war die Karriere als Musiker zunächst einmal beendet.

## Nach der Musikerkarriere 1966–1982
Pete Best verfiel immer tiefer in eine depressive Stimmung. Erst nach einem versuchten Selbstmord, den sein Bruder verhinderte, gelang es Pete Best, sich aus dieser Situation zu befreien. Später sagte er, dass es keine Depression gewesen sei, sondern nur einfach eine „dumme Idee“. Seitdem glaubt er an Karma: „Es war noch nicht meine Zeit.“ Bei der Suche nach einer beruflichen Alternative nahm er zunächst eine Arbeit in einer Liverpooler Bäckerei an. Ab 1969 war er beim Arbeitsamt Liverpool angestellt.
Im Jahr 1978 trat er mit verschiedenen anderen Musikern aus Liverpool in der Dick Clarke’s Variety Show auf. Bei der Produktion des umstrittenen Fernsehfilms The Birth of The Beatles war er als Berater tätig.
Best veröffentlichte 1982 gemeinsam mit Patrick Doncaster das Buch Beatle! The Pete Best Story. Später folgten weitere Bücher und DVDs.

## Anteil an Beatles-Nostalgie 1982–2008

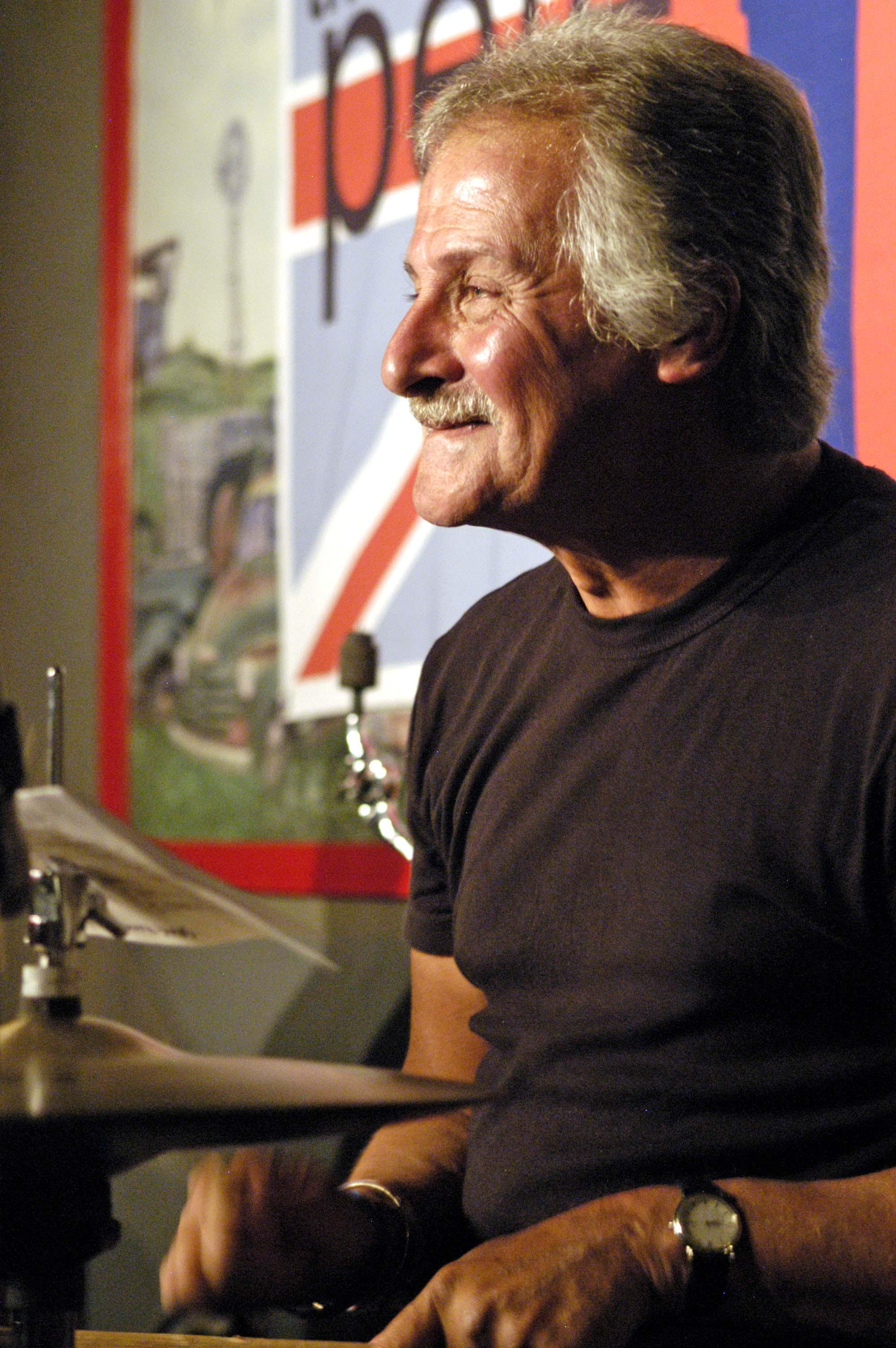
Pete Best während eines Auftritts, 2006

Im Jahr 1988 entschloss sich Best wieder musikalisch tätig zu werden. Zur Band gehörten Bill Kinsley (Bass/Gesang), der zuvor ein ehemaliges Mitglied bei den Merseybeats war, Kenny Parry (Leadgitarre/Gesang) und sein Bruder Roag, der ebenfalls Schlagzeug spielt. Die Pete Best Band war unter neuer Besetzung auferstanden. 1988 spielte die Gruppe auf einer Beatles-Convention ihre CD Live at the Adelphi ein.
Eine weitere CD erschien 1994. Kurz vorher hatte Pete Best die Gruppe umgestaltet. Die Band bestand jetzt aus Vinnie Camilleri (Leadgitarre), Paul Davies (Keyboard), Andrew Cawley (Gesang), Pete und Roag Best (Schlagzeug) und Andrew Kirk (Bass). Auch dieses Mal wurde die CD live eingespielt. Back to the Beat hieß das Ergebnis, und der Club, in dem die Band die CD aufnahm, ist der wiedereröffnete Cavern Club in Liverpool.
Während sich auf der ersten CD keine Beatles-Titel befanden, spielte die Pete Best Band im Cavern-Club zwei Stücke der Beatles. Auf einer weiteren CD, 1996 unter dem Titel … once a beatle, always … erschienen, spielte die Pete Best Band acht Beatles-Stücke, darunter auch Titel aus dem Spätwerk der Beatles wie Revolution oder Back in the USSR.
Neben der regelmäßigen Veröffentlichung von CDs tourte die Gruppe, die aus dem Freundeskreis von Pete Bests jüngerem Bruder Roag besteht, weiterhin durch Großbritannien.
Im November 1995 veröffentlichte EMI ein Doppelalbum mit dem Titel Anthology 1. Es ist das erste Album einer dreiteiligen Reihe, die die Karriere der Beatles darstellt. Auf den Alben befinden sich bis dahin unbekannte Stücke, Liveaufnahmen und Outtakes. War das 1994 veröffentlichte Album Live at the BBC aufgrund verfügbaren Materials noch ohne Stücke ausgekommen, bei denen Pete Best mitwirkte, war dies bei der Anthology-Veröffentlichung nicht möglich. Anthology 1 enthielt insgesamt zehn Stücke, an denen Pete Best mit seinem Schlagzeugspiel beteiligt war. Best wurde entsprechend am Erlös des Albums beteiligt, was ihn mit einem Schlag zum Millionär machte. Eine seiner ersten geschäftlichen Transaktionen war die Wiedereröffnung des legendären Clubs seiner Mutter. Heute gibt es in Liverpool wieder den Casbah Coffee Club, kurz Casbah genannt. Des Weiteren gab er seinen Beruf auf und gründete mit seinem Bruder die eigene Firma Splash Promotion.
Im Jahr 1996 stellte Pete Best auf seinem eigenen Plattenlabel eine Zusammenstellung seiner musikalischen Aktivitäten der Jahre 1964–1966 unter dem Titel The Pete Best Combo, Beyond the Beatles 1964–66 zusammen. Die CD ist eine Werkschau über seine Aktivitäten nach den Beatles.
Zum Gedenken an den 29. August 1959, den Tag, an dem die Beatles zum ersten Mal im Casbah Coffee Club spielten, dem Ort, den Pete Best als „Birthplace of The Beatles“ bezeichnet, erschien 1999 das letzte Werk der Pete Best Band, die CD Casbah Coffee Club. Auf der CD befinden sich 15 klassische Rock-’n’-Roll-Stücke, die sich in der Musikbox von Mona Bests Club befanden und dort gerne gespielt wurden.
Unter dem Titel Best of The Beatles erschien 2005 eine DVD mit Bonusmaterial über die Jahre, die Pete Best mit den Beatles verbrachte.
Drei Jahre später (2008) erschien die CD Haymans Green, benannt nach der Adresse des Casbah Clubs. Es befinden sich ausschließlich eigene Kompositionen der Band auf diesem Album.
Nachdem Best zuletzt im März 2025 durch die Vereinigten Staaten mit seiner Band getourt hatte, gab er im darauffolgenden Monat seinen Rückzug aus dem öffentlichen Leben wegen „persönlicher Umstände“ bekannt.

## Verschiedenes
Pete Best hat zwei Töchter. Aufgrund seiner engen Zusammenarbeit mit den Beatles wurde er mitunter auch als „fünfter Beatle“ bezeichnet. Allerdings war er eigentlich zwei Jahre lang der „vierte Beatle“.
Auf ihrem vierten Album It’s OK to love DLDGG widmete die Band Die Liga der gewöhnlichen Gentlemen dem Musiker den Song Und Pete kämmt sich die Haare zurück.
Pete Best steuerte 2023 für das Musikvideo der letzten Beatles-Single Now and Then den frühesten bekannten Film der Beatles von 1962 bei.
Der Rapper Fatoni widmete Pete Best den Track Pete auf seinem 2023 erschienenen Album Wunderbare Welt.

## Diskografie

### Singles
- The Pete Best Four: I’m Gonna Knock on Your Door / Why Did I Fall in Love with You (1964)
- Pete Best: (I’ll Try) Anyway / I Wanna Be There (1964)
- Pete Best: Kansas City / Boys (1965)
- Pete Best: I Can’t Do Without You Now / Keys to My Heart (1965)
- Pete Best: Don’t Play With Me (Little Girl) / If You Can’t Get Her (1965)
- Pete Best: If You Can’t Get Her / The Way I Feel About You (1965)
- Pete Best: I’ll Try Anyway / I Wanna Be There (1965)
- Pete Best: Casting My Spell / I’m Blue(1965)
- Pete Best: Boys / Kansas City (1966)
- Kinsley & Best: Heaven / Fool In Love (1990)
- The Pete Best Band: 4-Track Sampler (2000)

### Alben
- The Pete Best Combo: Best Of The Beatles (1965)
- The Pete Best Combo: The Beatle That Time Forgot (1981)
- The Pete Best Band: Rebirth (1981)
- Pete Best: My Three Years as a Beatle (Spoken Word, 1981)
- The Pete Best Band: Live at the Adelphi Liverpool 1988 (1988)
- The Pete Best Band: Back to the Beat (1995)
- The Pete Best Band: Once a Beatle, Always a Beatle (1996)
- The Pete Best Band: Casbah Coffee Club 40th Anniversary Limited Edition (1999)
- The Pete Best Band: Haymans Green (2008)

### Kompilationen mit den Beatles
- Tony Sheridan & The Beatles: The Beatles’ First (1964)
- The Complete Silver Beatles (1982)
- Anthology 1 (1995)
- The Beatles: Best of The Beatles (DVD, 2005)

### Kompilationen
- The Pete Best Combo: Beyond the Beatles 1964–1966 (1996)
- The Pete Best Combo: Best (1998)

### Gastauftritte
- Jackie Lomax & Undertakers – Unearthed (1996)

## Aufnahmen der Beatles mit Pete Best

Tony Sheridan & The Beat Brothers – My Bonnie

US-Version – My Bonnie

The Beatles – Ain’t She Sweet

| Nr. | Lied                                | Komposition                   | Aufnahme                                        | Veröffentlichung                 | Länge |
| --- | ----------------------------------- | ----------------------------- | ----------------------------------------------- | -------------------------------- | ----- |
| 01  | Ain’t She Sweet                     | Ager/Yellen                   | Friedrich-Ebert-Halle, Hamburg, 22./23.06.1961  | The Beatles’ First / Anthology 1 | 2:10  |
| 02  | Cry for a Shadow                    | George Harrison/John Lennon   | Friedrich-Ebert-Halle, Hamburg, 22./23.06.1961  | The Beatles’ First / Anthology 1 | 2:22  |
| 03  | My Bonnie                           | Traditional                   | Friedrich-Ebert-Halle, Hamburg, 22./23.06.1961  | The Beatles’ First / Anthology 1 | 2:06  |
| 04  | Take Out Some Insurance On Me, Baby | Hall/Singleton                | Friedrich-Ebert-Halle, Hamburg, 22./23.06.1961  | The Beatles’ First               | 2:52  |
| 05  | The Saints                          | Traditional                   | Friedrich-Ebert-Halle, Hamburg, 22./23.06.1961  | The Beatles’ First               | 3:19  |
| 06  | Why                                 | Compton/Sheridan              | Friedrich-Ebert-Halle, Hamburg, 22./23.06.1961  | The Beatles’ First               | 2:55  |
| 07  | Nobody’s Child                      | Traditional                   | Friedrich-Ebert-Halle, Hamburg, 22./23.06.1961  | The Beatles’ First               | 3:52  |
| 08  | Like Dreamers Do                    | Lennon/McCartney              | Decca Studios, London, 01.01.1962               | Anthology 1                      | 2:34  |
| 09  | Money (That’s What I Want)          | Gordy/Bradford                | Decca Studios, London, 01.01.1962               | Bootleg                          | 2:22  |
| 10  | Till There Was You                  | Willson                       | Decca Studios, London, 01.01.1962               | Bootleg                          | 2:58  |
| 11  | The Sheik of Araby                  | Smith/Wheeler/Snyder          | Decca Studios, London, 01.01.1962               | Anthology 1                      | 1:40  |
| 12  | To Know Her Is to Love Her          | Spector                       | Decca Studios, London, 01.01.1962               | Bootleg                          | 2:34  |
| 13  | Take Good Care of My Baby           | King/Goffin                   | Decca Studios, London, 01.01.1962               | Bootleg                          | 2:26  |
| 14  | Memphis, Tennessee                  | Berry                         | Decca Studios, London, 01.01.1962               | Bootleg                          | 2:20  |
| 15  | Sure to Fall (In Love with You)     | Cantrell/Claunch/Perkins      | Decca Studios, London, 01.01.1962               | Bootleg                          | 2:01  |
| 16  | Hello Little Girl                   | Lennon/McCartney              | Decca Studios, London, 01.01.1962               | Anthology 1                      | 1:38  |
| 17  | Three Cool Cats                     | Leiber/Stoller                | Decca Studios, London, 01.01.1962               | Anthology 1                      | 2:23  |
| 18  | Crying, Waiting, Hoping             | Holly                         | Decca Studios, London, 01.01.1962               | Bootleg                          | 2:00  |
| 19  | Love of the Loved                   | Lennon/McCartney              | Decca Studios, London, 01.01.1962               | Bootleg                          | 1:50  |
| 20  | September in the Rain               | Warren/Dubin                  | Decca Studios, London, 01.01.1962               | Bootleg                          | 1:53  |
| 21  | Bésame Mucho                        | Velázquez                     | Decca Studios, London, 01.01.1962               | Bootleg                          | 2:38  |
| 22  | Searchin’                           | Leiber/Stoller                | Decca Studios, London, 01.01.1962               | Anthology 1                      | 3:02  |
| 23  | Memphis, Tennessee                  | Berry                         | Playhouse Theatre (BBC), 08.03.1962             | Bootleg                          | 2:22  |
| 24  | Dream Baby                          | Cindy Walker                  | Playhouse Theatre (BBC), Manchester, 08.03.1962 | Bootleg                          | 1:54  |
| 25  | Please Mr. Postman                  | Garrett/Dobbins/Brian Holland | Playhouse Theatre (BBC), Manchester, 08.03.1962 | Bootleg                          | 2:20  |
| 26  | Sweet Georgia Brown                 | Ben Bernie                    | Studio Rahlstedt, Hamburg, 24.05.1962           | The Beatles’ First               | 2:52  |
| 27  | Swanee River                        | Stephen Foster                | Studio Rahlstedt, Hamburg, 24.05.1962           | Aufnahme bisher unauffindbar     | ?     |
| 28  | Bésame Mucho                        | Consuelo Velázquez            | Abbey Road Studios, London, 06.06.1962          | Anthology 1                      | 2:36  |
| 29  | Love Me Do                          | Lennon/McCartney              | Abbey Road Studios, London, 06.06.1962          | Anthology 1                      | 2:31  |
| 30  | P.S. I Love You                     | Lennon/McCartney              | Abbey Road Studios, London, 06.06.1962          | Aufnahme bisher unauffindbar     | ?     |
| 31  | Ask Me Why                          | Lennon/McCartney              | Abbey Road Studios, London, 06.06.1962          | Aufnahme bisher unauffindbar     | ?     |
| 32  | Ask Me Why                          | Lennon/McCartney              | Playhouse Theatre (BBC), Manchester, 15.06.1962 | Bootleg                          | 2:18  |
| 33  | Bésame Mucho                        | Consuelo Velázquez            | Playhouse Theatre (BBC), Manchester, 15.06.1962 | Bootleg                          | 2:29  |
| 34  | A Picture of You                    | Joe Brown                     | Playhouse Theatre (BBC), Manchester, 15.06.1962 | Bootleg                          | 2:18  |